# In eminenti
Die Päpstliche Bulle In eminenti von Papst Urban VIII. wurde am 6. März 1642 veröffentlicht. Mit ihr wandte sich der Papst gegen die Ausweitung des Jansenismus und zensierte das bedeutende Werk Augustinus, sive doctrina Sti. Augustini de humanae naturae sanitate, aegritudine, medicina adversus pelagianos et massilienses des kurz zuvor verstorbenen Bischofs von Ypern Cornelius Jansen (1585–1638).

## Vorwurf der Häresie
Die Bulle warf den Jansenisten Häresie vor. Dabei wandte sich der Papst schwerpunktmäßig an die Bischöfe und Universitäten in den damaligen spanischen Niederlanden, welche gegen diese Bulle protestierten. Er griff in die Auseinandersetzungen der Jansenisten mit den Jesuiten ein und bestärkte in der Diskussion um den Gnadenbegriff die Position der Jesuiten.

## Verurteilung der jansenistischen Werke
Mit dieser Bulle setzte eine Verfolgung der Jansenisten ein, deren Werke indiziert wurden. Papst Urban VIII. verurteilte die Lehrsätze des Jansenismus, nach denen das Wesen des Menschen nur von der Gnade Gottes bestimmt und die Mitwirkung des Menschen an seinem eigenen Heil gänzlich abgelehnt wurde als Häresie.

## Gnadenbegriff nach den Jesuiten
Stattdessen unterstützte er die Meinung der Jesuiten, die die Fähigkeit des Menschen in den Vordergrund stellten und ihnen zubilligten gerechte Werke durch die Gnade Gottes zu vollbringen. Ihre und die Argumentation des Papstes fußte hauptsächlich auf dem Jakobusbrief, wie zum Beispiel 2,14 „Werktätiger Glaube“:

„Was nützt es, meine Brüder, wenn einer sagt, er habe den Glauben und er hat nicht Werke? Kann etwa der Glaube ihn retten.“